# Championnat d'Iran de football 2021-2022
Navigation
Persian Gulf Pro League
2020-2021 Persian Gulf Pro League
2022-2023
La saison 2021-2022 du Championnat d'Iran de football est la quarantième édition du championnat national de première division iranienne. Les seize meilleurs clubs du pays prennent part au championnat organisé par la Fédération d'Iran de football. Les équipes sont regroupées au sein d'une poule unique, où elles rencontrent leurs adversaires deux fois, à domicile et à l'extérieur. À l'issue du championnat, les deux derniers du classement sont relégués et remplacés par les deux meilleurs clubs de deuxième division (en) (Azadegan League).
Le Persépolis FC est le tenant du titre.

## Qualifications continentales
En fin de saison, le champion et le vainqueur de la Coupe d'Iran se qualifient pour la phase de groupes de la Ligue des champions tandis que le 2e et le 3e du classement doivent passer par le tour préliminaire. Si le vainqueur de la Coupe se classe parmi les trois premiers, c'est le 4e qui obtient son billet pour les barrages de la Ligue des champions.

## Les clubs participants
- Esteghlal Téhéran
- Persépolis FC
- Zob Ahan FC
- Fajr-Sepasi Chiraz  - Promu de Liga Azadegan
- Havadar SC  - Promu de Liga Azadegan
- Chahr Khodro FC
- Mes Rafsanjan FC
- Paykan Football Club
- Foolad Ahvaz
- Aluminium Arak FC
- Sepahan FC
- Naft Masjed Soleyman
- Sanat Naft
- Gol Gohar Sirjan FC
- Tractor Sazi
- Nassaji Mazandaran

Havadar SC est le nouveau nom de Sorkhpooshan Pakdasht.

## Compétition

### Classement
Le classement est établi sur le barème de points classique (victoire à 3 points, match nul à 1, défaite à 0).
| Rang | Équipe               | Pts | J  | G  | N  | P  | Bp | Bc | Diff |
| ---- | -------------------- | --- | -- | -- | -- | -- | -- | -- | ---- |
| 1    | Esteghlal Téhéran    | 68  | 30 | 19 | 11 | 0  | 39 | 10 | +29  |
| 2    | Persépolis FC T      | 63  | 30 | 18 | 9  | 3  | 44 | 21 | +23  |
| 3    | Sepahan Ispahan      | 56  | 30 | 16 | 8  | 6  | 43 | 21 | +22  |
| 4    | Gol Gohar Sirjan FC  | 51  | 30 | 13 | 12 | 5  | 37 | 28 | +9   |
| 5    | Foolad Ahvaz         | 49  | 30 | 13 | 10 | 7  | 30 | 22 | +8   |
| 6    | Mes Rafsanjan FC     | 45  | 30 | 12 | 9  | 9  | 39 | 29 | +10  |
| 7    | Zob Ahan FC          | 37  | 30 | 10 | 7  | 13 | 21 | 25 | -4   |
| 8    | Aluminium Arak FC    | 37  | 30 | 7  | 16 | 7  | 20 | 23 | -3   |
| 9    | Paykan Football Club | 36  | 30 | 7  | 15 | 8  | 26 | 27 | -1   |
| 10   | Sanat Naft           | 36  | 30 | 9  | 9  | 12 | 26 | 30 | -4   |
| 11   | Havadar SC P         | 34  | 30 | 8  | 10 | 12 | 18 | 25 | -7   |
| 12   | Nassaji MazandaranC  | 33  | 30 | 6  | 15 | 9  | 24 | 34 | -10  |
| 13   | Tractor Sazi         | 31  | 30 | 7  | 10 | 13 | 26 | 32 | -6   |
| 14   | Naft Masjed Soleyman | 22  | 30 | 3  | 13 | 14 | 14 | 35 | -21  |
| 15   | Chahr Khodro FC      | 17  | 30 | 2  | 11 | 17 | 17 | 43 | -26  |
| 16   | Fajr-Sepasi Chiraz P | 17  | 30 | 2  | 11 | 17 | 10 | 29 | -19  |

|  | Qualification pour la Ligue des champions de l'AFC 2023-2024                         |
|  | Qualification pour le tour préliminaire de la Ligue des champions de l'AFC 2023-2024 |
|  | Relégation directe en Liga Azadegan                                                  |
|  | T : Tenant du titre C : Vainqueur de la Coupe d'Iran P : Promu de Liga Azadegan      |

- En raison du changement de format de la Ligue des champions de l'AFC, les qualifications sont à confirmer par la fédération.

## Bilan de la saison
| Championnat d'Iran de football 2021-2022 |                                            |
| Champion                                 | Esteghlal Téhéran Football Club (9e titre) |
| Coupes et trophées                       |                                            |
| Vainqueur de la Coupe d'Iran 2021-2022   | Nassaji Mazandaran Football Club           |
| Qualifications continentales             |                                            |
| Ligue des champions de l'AFC 2023-2024   | Esteghlal Téhéran                          |
| Ligue des champions de l'AFC 2023-2024   | Persépolis FC                              |
| Ligue des champions de l'AFC 2023-2024   | Sepahan Ispahan                            |
| Ligue des champions de l'AFC 2023-2024   | Nassaji Mazandaran                         |
| Promotions et relégations                |                                            |
| Promus en Persian Gulf Pro League        | Malavan Football Club                      |
| Promus en Persian Gulf Pro League        | Mes Kerman                                 |
| Relégués en Liga Azadegan                | Chahr Khodro FC                            |
| Relégués en Liga Azadegan                | Fajr-Sepasi Chiraz                         |